# Tuyết bỏng
Tuyết bỏng (tiếng Nga: Горячий снег) là một cuốn tiểu thuyết chiến tranh của nhà văn Yury Bondarev, xuất bản lần đầu năm 1970. Tác phẩm đặt trong bối cảnh Stalingrad vào tháng 12 năm 1942, cuộc Chiến tranh Vệ quốc vĩ đại bước vào giai đoạn quyết liệt nhất.

## Nội dung
Tác phẩm là những trang viết về con người, về cuộc chiến, về tình yêu, về sự sống cái chết chết trong từng hoàn cảnh khắc nghiệt nhất. Tác giả không hề thi vị hóa cuộc chiến, và mô tả nó vào ngay góc cạnh trần trụi của nó. Không phải mọi thứ của chiến tranh đều có trong tác phẩm, nhưng cuốn tiểu thuyết như một bức tranh được vẽ ngay tại chiến trường: thử thách, khó khăn, đau đớn, yêu thương, thù hận và cũng không thể thiếu đi sự mất mát.
Các nhân vật Trung úy Kuznetsov, Trung úy Drozdovsky, nữ y tá Zoya Yelagina, tướng Bessonov… đều phải có những quyết định và hành động khó khăn chỉ trong một ngày ngắn ngủi của cuộc chiến tàn khốc. Những người lính không chỉ phải chiến đấu chống quân Đức, mà còn phải chống chọi lại cái lạnh, cơn đói và cả những xung đột tình cảm. Chiến tranh dù ác liệt đến thế nào cũng không ngăn được tình cảm yêu đương, dù được thể hiện ra theo cách nào chăng nữa. Cái chết của Zoya cũng là một sự thật của bức tranh cuộc chiến, một sự thật đẫm máu và nước mắt.

## Chuyển thể
- Tuyết bỏng (phim, 1972)